# Малко-Попово
Малко-Попово (болг. Малко Попово) — село в Болгарии. Находится в Хасковской области, входит в общину Маджарово. Население составляет 5 человек.

## Политическая ситуация
Малко-Попово подчиняется непосредственно общине и не имеет своего кмета.
Кмет (мэр) общины Маджарово — Милко Петков Армутлиев (Земледельческий народный союз (ЗНС)) по результатам выборов в правление общины.